# ژرژ اسپشر
ژرژ اسپشر (فرانسوی: Georges Speicher‎; ۸ ژوئن ۱۹۰۷ – ۲۴ ژانویهٔ ۱۹۷۸) دوچرخه‌سوار اهل فرانسه بود.
وی در مسابقات کشوری و بین‌المللی در مجموع برندهٔ ۱ مدال طلا شده‌است.